# ألكسندر فاربانوف
ألكسندر فاربانوف (بالبلغارية: Александър Върбанов) هو رباع بلغاري، ولد في 9 مايو 1964 في Novi Pazar, Shumen Province ‏ في بلغاريا.

## وصلات خارجية
- ألكسندر فاربانوف على موقع IAT Database Weightlifting (الألمانية)
- ألكسندر فاربانوف على موقع اللجنة الأولمبية الدولية (الإنجليزية)
- ألكسندر فاربانوف على موقع أوليمبيديا (الإنجليزية)